# Орешје (Света Недеља)
Орешје је насељено место у саставу Града Света Недеља у Загребачкој жупанији, Хрватска. До територијалне реорганизације у Хрватској налазило се у саставу старе загребачке приградске општине Самобор.

## Становништво
На попису становништва 2011. године, Орешје је имало 1.043 становника.

## Попис1991.
На попису становништва 1991. године, насељено место Орешје је имало 857 становника, следећег националног састава:
| Попис 1991.‍  | Попис 1991.‍  | Попис 1991.‍ | Попис 1991.‍ | Попис 1991.‍ |
| ------------ | ------------ | ----------- | ----------- | ----------- |
|              |              |             |             |             |
| Хрвати       | Хрвати       |             | 822         | 95,91%      |
| Муслимани    | Муслимани    |             | 5           | 0,58%       |
| Срби         | Срби         |             | 3           | 0,35%       |
| Албанци      | Албанци      |             | 2           | 0,23%       |
| Чеси         | Чеси         |             | 2           | 0,23%       |
| Југословени  | Југословени  |             | 1           | 0,11%       |
| Словенци     | Словенци     |             | 1           | 0,11%       |
| Црногорци    | Црногорци    |             | 1           | 0,11%       |
| неопредељени | неопредељени |             | 2           | 0,23%       |
| непознато    | непознато    |             | 18          | 2,10%       |
| укупно: 857  |              |             |             |             |